# Kaple Panny Marie (Prackov)
Kaple Panny Marie je jednolodní sakrální stavba na Prackově, části obce Mírová pod Kozákovem. V roce 2011 byla prohlášena kulturní památkou.

## Historie

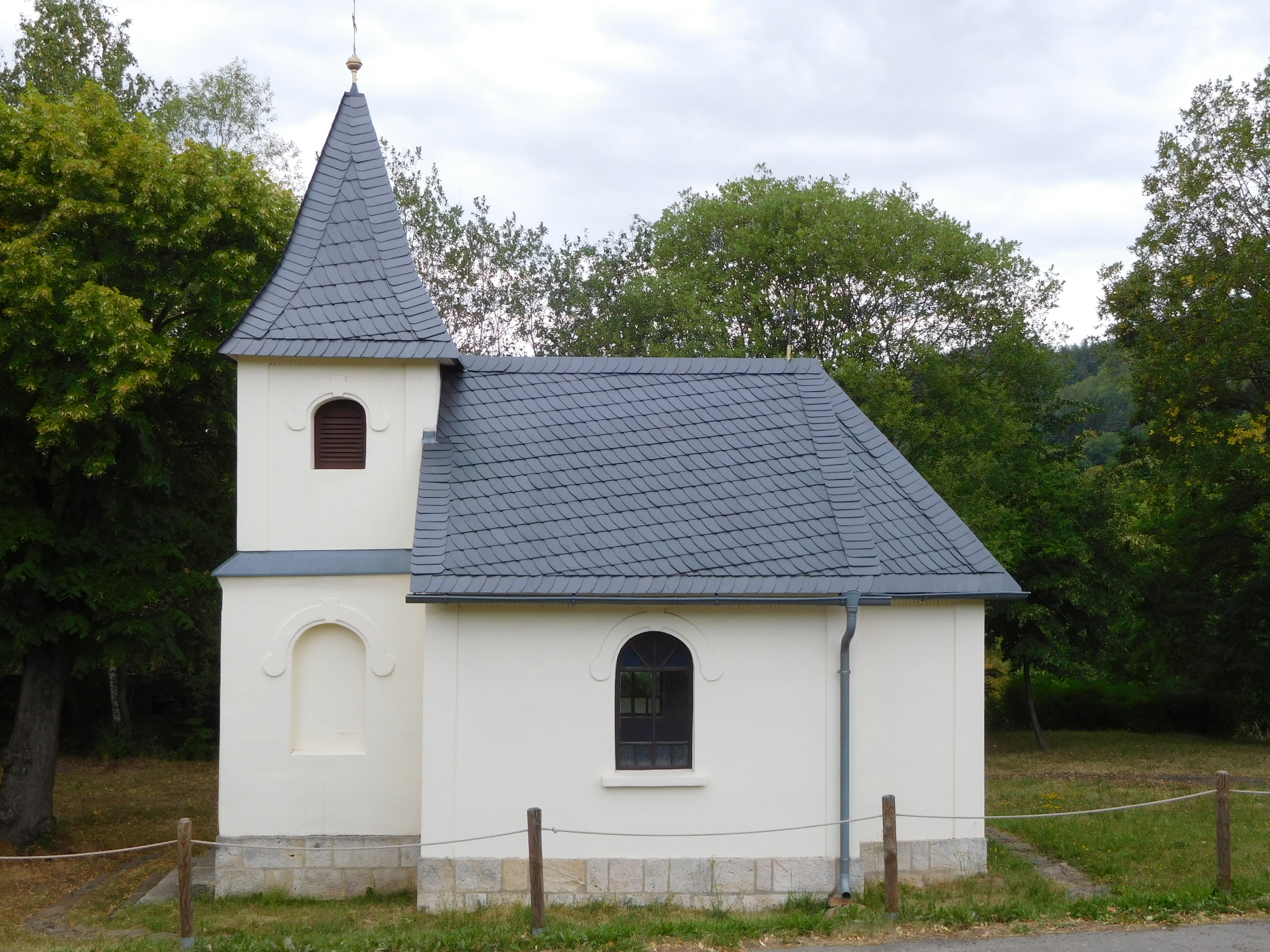
Kaple z boku

Kapli nechal zhotovit na svém pozemku prackovský rolník František Trakal z radosti nad koncem první světové války. Oslovil stavební kancelář Františka Ježka, od kterého 6. září 1918 dostal plány k její stavbě. Stavba kaple byla dokončena následující rok. Od roku 1919 se zde konaly prackovské poutě s procesím. Poslední pouť byla dle pamětníků ve třicátých letech 20. století.
Kaple byla stále v majetku rodu Trakalů, avšak začátkem 21. století již viditelně chátrala. V roce 2010 bylo založeno občanské sdružení za záchranu kapličky na Prackově. Díky sdružení byla kaple opravena a začaly se u ní pořádat kulturní akce. Byla obnovena i tradice poutí. 8. září 2013 byla kaple znovu vysvěcena Mgr. Radkem Jurnečkou, arciděkanem libereckým.

## Popis
Kaple je zděná, jednolodní a založená na obdélném půdorysu. Zvonice je zastřešena jehlancovitou střechou, loď střechou sedlovou. Uvnitř se nalézá bohatá výmalba od železnobrodského malíře Zídka.